# Bronisław Malinowski
Bronisław Kasper Malinowski (Cracovia, 7 aprile 1884 – New Haven, 16 maggio 1942) è stato un antropologo e sociologo polacco naturalizzato britannico.
È celebre per la sua attività pionieristica nel campo della ricerca etnografica, per gli studi sulla reciprocità e per le acute analisi su usi e costumi delle popolazioni della Melanesia.

## Biografia
Nato a Cracovia da famiglia della borghesia medio-alta, il padre era insegnante, la madre proveniva da una famiglia di proprietari terrieri. Conseguì il dottorato all'Università Jagellonica nel 1908. Successivamente frequentò l'Università di Lipsia, dove subì l'influenza di Wilhelm Wundt e delle sue teorie sulla psicologia popolare: interessi che lo spinsero ad occuparsi di antropologia. Nel 1910 si trasferì a Londra, per studiare alla London School of Economics and Political Science.
Nel 1914, in occasione del suo primo viaggio in Papua, allora sotto amministrazione australiana, svolse lavori di ricerca etnografica sull'isola di Mailu. Poiché era suddito austro-ungarico, allo scoppio della prima guerra mondiale fu dapprima internato, ottenendo il permesso poi di potersi recare nelle isole Trobriand, dove realizzò il suo più celebre studio, quello sul Kula.

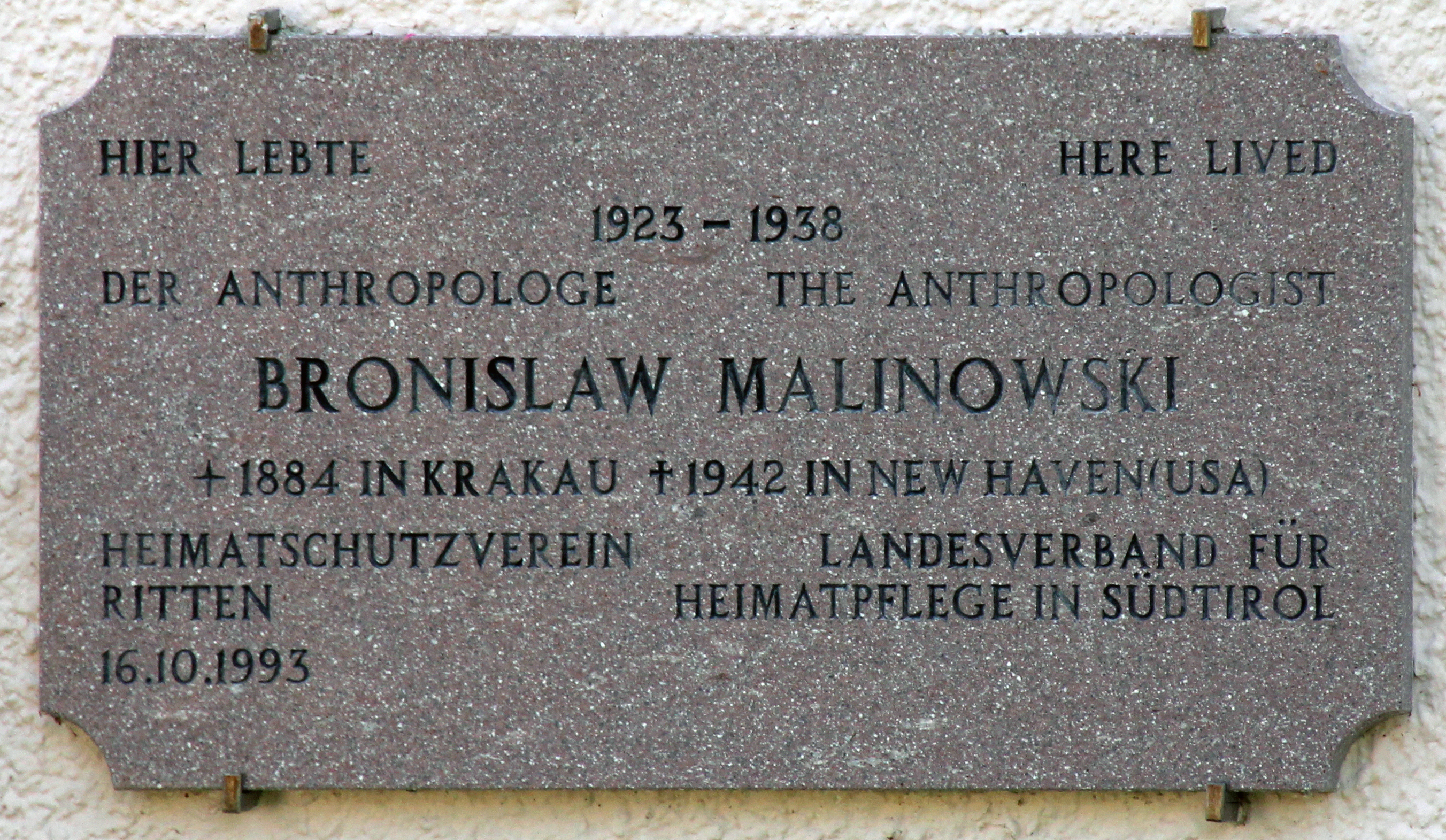
Lapide in ricordo a Malinowski posta a Soprabolzano

Nel 1922 Malinowski, conseguito il dottorato in antropologia, iniziò l'attività di insegnante nella stessa London School of Economics. Pubblicò, nello stesso anno, Argonauti del pacifico occidentale, con un successo tale da portare la fama dell'etnologo a livelli mondiali. Nei tre decenni successivi, grazie al suo contributo attivo, la London School of Economics diventò uno dei maggiori centri europei per gli studi antropologici, intensificando i rapporti con studenti provenienti dalle colonie britanniche.
Dal 1923 sino al 1938, Malinowski assieme a sua moglie Elsie Rosalie Masson e alle tre figlie, passò lunghi periodi a Gries-San Quirino di Bolzano e a Soprabolzano, dove acquistò casa (ancora oggi proprietà degli eredi). Con lo scoppio della seconda guerra mondiale si trasferì negli Stati Uniti, insegnando all'Università Yale fino al momento della sua morte, avvenuta nel 1942.

## Il pensiero
Malinowski è considerato il padre della moderna etnografia, di cui ha rivoluzionato la metodologia e l'approccio pratico. È stato, insieme ad Alfred Radcliffe-Brown, il maggiore esponente del funzionalismo britannico.
Questa scuola di pensiero è caratterizzata da una particolare attenzione all'analisi dei fattori che contribuiscono al mantenimento dell'equilibrio interno di una società, che appunto la teoria funzionalista concepisce come un organismo al cui funzionamento contribuiscono le sue varie parti. Questa visione del sistema sociale simile ad una sorta di organismo vivente prevale soprattutto in Radcliffe-Brown (che la riprese dalle tesi di Émile Durkheim, il padre del funzionalismo in sociologia), il cui approccio è appunto definito antropologia sociale proprio per l'importanza centrale attribuita alla società. Diverso è l'approccio di Malinowski, il quale pur mantenendo una visione funzionalista pone al centro dei suoi studi l'individuo e non la società.

### La nozione di cultura
Malinowski teorizza la sua nozione di cultura nel saggio postumo Una teoria scientifica della cultura (1944), anche se le conclusioni erano già presenti in nuce nella sua ricerca sul campo nelle Trobriand. Egli riprende l'interpretazione tyloriana della cultura come insieme complesso, ma ne accentua l'aspetto organicistico trasformandola in un “tutto integrato” in cui ogni singola parte contribuisce al funzionamento dell'insieme. Malinowski ritiene che ogni cultura sia costituita dall'insieme di risposte che la società dà ai bisogni universali degli esseri umani.
Tali bisogni sono di due tipi: alla base vi sono i bisogni umani universali (basic needs), come il mangiare, il dormire, il riprodursi e a cui ogni cultura fornisce proprie peculiari risposte; la soddisfazione dei bisogni primari crea quindi bisogni secondari o derivati come l'organizzazione politica ed economica che nascono dalla necessità di ogni società di mantenere la propria coesione interna. C'è infine un terzo tipo di bisogni, bisogni di carattere culturale, come le credenze, le tradizioni, il linguaggio.
A tutti questi livelli di necessità umane, ogni cultura dà risposte coerenti alla propria natura. Su queste premesse, come ha notato James Clifford, Malinowski ha potuto basarsi sull'analisi di un singolo aspetto della cultura di un popolo per capire l'insieme complesso di cui questo aspetto è parte. L'approccio di Malinowski rende quindi possibile giungere al tutto attraverso una o più delle sue parti. La figura retorica della sineddoche è perfettamente in grado di spiegare questo approccio: la parte è concepita infatti come una “versione in scala” o come una “cifra analogica” del tutto.

### La ricerca nelle Trobriand
Malinowski, di origine polacca, aveva studiato antropologia a Londra e nel 1914 era in Australia per un congresso quando scoppiò la Guerra mondiale. Essendo, come polacco, cittadino dell'Impero austro-ungarico e dunque nemico per gli inglesi, egli fu trattenuto in Australia, ma le autorità locali gli permisero di compiere alcune ricerche etnografiche e per tale motivo Malinowski passò due anni nelle Isole Trobriand in Melanesia, per studiarvi la cultura indigena.
L'analisi di tale cultura non riguardò tutti i suoi aspetti, poiché Malinowski si concentrò su uno in particolare, il kula. Esso è una forma di scambio cerimoniale che consiste in periodiche spedizioni su canoe che ogni gruppo organizza per andare a fare visita alle comunità delle altre isole, con cui vengono scambiati doni. Lo scambio simbolico si basava su due tipi di doni: collane di conchiglie rosse, dette soulava, venivano scambiate con braccialetti di conchiglie bianche, dette mwali. A questo si aggiungeva un baratto informale detto gimwali con cui venivano scambiati oggetti d'uso di ogni tipologia.
Più tardi Marcel Mauss, allievo di Durkheim e come lui funzionalista, avrebbe definito un fenomeno come questo – quello, cioè, dello scambio tra due società – un fatto sociale totale, perché coinvolgendo molteplici aspetti culturali di una società permette di avere una visione complessiva della cultura di quel gruppo. In effetti il kula aveva la capacità di coinvolgere vari aspetti della vita locale: dalla costruzione delle canoe alla preparazione dei doni fino alla celebrazioni dei riti sacri che accompagnavano la cerimonia. Malinowski, da funzionalista quale egli era, cercò soprattutto di comprendere la funzione svolta da questa istituzione. Egli giunse alla conclusione che il kula serviva come meccanismo di attivazione di determinate forme di solidarietà sociale: grazie al kula si contribuiva a fare legare le persone attraverso una serie di obblighi e sulla base di un principio di collaborazione.

### L'osservazione partecipante
Prima di Malinowski, gli studiosi di antropologia svolgevano lavori sul campo esclusivamente tramite interviste strutturate, senza immergersi nella vita quotidiana dei soggetti studiati. 
Malinowski ha definito i dettagli dell'osservazione partecipante, enfatizzando l'importanza dei contatti quotidiani tra lo studioso e i propri informatori.
Ha così riassunto, nella sua opera Argonauti del Pacifico Occidentale (1922), l'obiettivo della ricerca antropologica:
In questo passaggio ha anticipato la distinzione tra descrizione e analisi e tra i punti di vista degli attori sociali e dello studioso. Distinzione che, tuttora, è alla base della metodologia d'indagine sul campo.
Al di là dei risultati ottenuti con la ricerca sul campo, e delle considerazioni metodologiche su di essa, Malinowski ha espresso idee contrastanti con alcuni capisaldi della psicoanalisi freudiana, come l'universalità del complesso di Edipo. Ne La vita sessuale dei selvaggi nella Melanesia nord-occidentale (1929), stimolato dalla lettura di Totem e tabù dello stesso Freud, dimostrò concretamente l'estraneità dei modelli di società non occidentalizzati rispetto a tale teoria. Nella società trobiandese, infatti, il complesso di Edipo si manifesta col desiderio di unirsi alla sorella e con l'avversione per lo zio materno, a causa della differente famiglia nucleare.

## Saggi tradotti in lingua italiana
- Le Isole Trobriand (1915)
- Argonauti del Pacifico occidentale. Riti magici e vita quotidiana nella società primitiva (1922)
- Psicoanalisi e antropologia (1923)
- Crime and Custom i Savage Society (1926) - Diritto e Costume nella Società primitiva (1972), traduzione di Antonio Colajanni, Newton Compton Editori, Roma.
- Sesso e repressione sessuale tra i selvaggi (1927)
- The Sexual Life of Savages in North-Western Melanesia. An Ethnographic Account of Courtship, Marriage, and Family Life Among the Natives of the Trobriand Islands (1929) - La vita sessuale dei selvaggi (1968), traduzione di Edith Campi, Feltrinelli Editore, Milano.
- I giardini corallini e la loro magia (1935)
- La teoria scientifica della cultura (1944)
- Magia, scienza e religione (1945)
- La dinamica del mutamento culturale (1945)
- Giornale di un antropologo (1967)